# 秋山巌
秋山 巌（あきやま いわお、1921年3月21日 - 2014年9月15日）は、日本の版画家。
大分県竹田市出身。
1953年に太平洋美術学校卒業後、棟方志功、布施悌次郎、坂本繁二郎に師事。
その後、独学で民俗学・仏教学・俳詩・陶芸・彫刻・水墨画を学び、1966年より、駐日アメリカ合衆国大使館主催によるCWAJ現代版画展に招待され、作品を出品している。
フクロウをはじめとする動物や民話、種田山頭火の俳句などを題材とした木版画や肉筆画作品を多数発表した。日本美術家連盟会員。

## 主な作品
- 山頭火シリーズ
- ふくろうシリーズ
- ネコシリーズ
- みほとけシリーズ
- 風景シリーズ

## 主な著書・画集
- 『木版画入門』 ISBN 978-4-522-01409-7
- 『山頭火の世界』
- 『ふるっくの唄』 ISBN 978-4-394-90085-6
- 『一茶の四季』
- 『板画山頭火』 ISBN 978-4-394-90082-5
- 『酒仙の句』 ISBN 978-4-394-90083-2
- 『ねこごころ』 ISBN 978-4-394-90142-6
- 『拝啓 山頭火さま』 ISBN 978-4-394-90178-5
- 『山頭火　版画句集』 ISBN 978-4-394-90260-7

## 主な所蔵先
- 大英博物館
- ヴィクトリア国立美術館
- イスラエル国立美術館
- ケンタッキー州立美術館
- ボン大学
- スコットランド国立美術館 他